# Geron intonsus
Geron intonsus är en tvåvingeart som beskrevs av Mario Bezzi 1925. Geron intonsus ingår i släktet Geron och familjen svävflugor.
Artens utbredningsområde är Egypten. Inga underarter finns listade i Catalogue of Life.